# Amphiktyonie im Alten Israel
Die Amphiktyonie im Alten Israel war eine sehr fruchtbare Hypothese der alttestamentlichen Bibelwissenschaft. Sie postulierte einen sakralen Bund der israelitischen Stämme um ein Zentralheiligtum bzw. um das zentrale Kultobjekt der Bundeslade. Diese Hypothese wurde von Martin Noth 1930 vorgestellt, der dabei Anregungen von Albrecht Alt aufgriff.
Die Amphiktyonie-Hypothese erklärte, warum die Stämme Israels sich in vorstaatlicher Zeit als zusammengehörig verstanden und wie sie gemeinsam ihren Gott JHWH verehrten. Das hatte nicht nur eine kultische, sondern auch eine rechtlich-ethische Komponente. Die Mitglieder der Amphiktyonie teilten religiöse Traditionen wie die Rettung aus Ägypten, die Verheißungen an die Erzväter und den Bund zwischen JHWH und Israel am Berg Sinai.
In der Forschungsgeschichte stellte die Amphiktyonie-Hypothese ein stimmiges Gesamtbild der Frühgeschichte Israels bereit, mit dem sich Einzelinformationen, sowohl soziologischer als auch religionsgeschichtlicher Art, erklären ließen. Sehr praktisch war sie für die Formgeschichtliche Methode, denn mit den Einrichtungen der Amphiktyonie gab es einen institutionellen Sitz im Leben in der Frühzeit Israels.
Die Amphiktyonie-Hypothese steht und fällt mit Noths Frühdatierung einzelner Zwölfstämmelisten. Diese wurde seit den 1970er Jahren bestritten. Hinzu kommt ein veränderter, stärker von der Archäologie geprägter Zugang zur Frühgeschichte Israels. Deshalb ist die Amphiktyonie-Hypothese seit den 1980er Jahren weithin aufgegeben.

## Erste Verwendungen des Amphiktyonie-Begriffs mit Bezug auf Israel
Nach dem Vorbild griechischer Amphiktyonien wurden vergleichbare Organisationsformen Anfang des 20. Jahrhunderts auch für die vorstaatliche Zeit Israels erwogen. Dieses Erklärungsmodell hatte aber in der alttestamentlichen Wissenschaft zunächst kein besonderes Gewicht.
Der Althistoriker Emil Szanto vermutete 1901, dass die Zwölfzahl der Stämme Israels einen praktischen Grund habe „in der Existenz von entweder 12 Verwaltungsbezirken oder 12 zu sakralen Zwecken abgegrenzten Bezirken, die auf Grund monatlicher Abwechslung der Leistung entstanden sind“. Hermann Gunkel erwähnte diesen Vorschlag knapp in seinem Genesis-Kommentar: „Gewiß sehr plausibel. Also doch ein Zentralheiligtum in Israels Urzeit!“
Johannes Hehn sprach 1913 von einer „Amphiktyonie der Jahweverehrer“ und betonte: „Der Bund ist nicht bloß ein Bund mit Jahwe, sondern durch Jahwe wurden die Stämme unter sich zusammengeschlossen.“ Das waren Überlegungen, die Max Weber aufnahm.
Weber nutzte als Gesamtmodell für das vorstaatliche Israel den politischen Begriff Eidgenossenschaft, den er seinerseits von Julius Wellhausen übernommen hatte. Beiläufig ist bei ihm von „amphiktyonische[n] Ritualakte[n]“ dieser Eidgenossenschaft die Rede: „Eine gemeinsame, formell maßgebliche Rechtsweisungsstätte Israels gab es in der alten Bundeszeit nach alledem nicht. Sondern nur die intermittierende, verschieden weit reichende Macht der charismatischen Kriegshelden, das Ansehen bewährter Orakelgeber und alter Kultstätten des Bundeskriegsgottes (vor allem: Silo), endlich vielleicht (aber unsicher) auch einige periodische amphiktyonische Ritualakte, wie möglicherweise jene sichemitische Segens- und Fluchzeremonie und die mehrfach (Jud. 21, 19 und 1. Sam. 1, 3) erwähnten jährlichen Jahwefeste in Silo.“

## Albrecht Alt

Albrecht Alt, Alttestamentler in Leipzig (1925)

Im Jahr 1927 erwog Albrecht Alt, dass es eine Amphiktyonie um ein Heiligtum auf dem Berg Tabor gegeben habe.
Alt schrieb den Artikel Israel, politische Geschichte in der Enzyklopädie RGG2. Darin skizzierte er knapp, dass man sich den ältesten Zusammenschluss der israelitischen Stämme nach dem Vorbild griechischer und italischer Amphiktyonien denken könne. Das System der zwölf Stämme Israels weise auf einen solchen Zusammenschluss aus sehr früher Zeit hin, da Stämme gleichberechtigt nebeneinander stehen, von denen einige „nach der Einwanderung in Palästina schnell gesunken sind.“ Das Konzept Amphiktyonie erfordert ein Zentralheiligtum. Alt erwog, ob der israelitische Zwölferbund „wenigstens mit seinen Anfängen noch in I[sraels]s vorpalästinische Zeit und zu einem Heiligtum außerhalb des Kulturlandes gehört.“ Dieser Band der RGG wurde 1929 veröffentlicht, und hier waren bereits die Grundlinien vorgezeichnet für das, was Noth 1930 in viel differenzierterer Weise darlegte.
Martin Noth war seit 1928 Alts Assistent und sprach seine 1930 erschienene Studie Das System der zwölf Stämme Israels mit ihm durch. Ebenfalls 1930 veröffentlichte Alt eine verfassungsgeschichtliche Studie: Die Staatenbildung der Israeliten in Palästina. Alt fragte, inwiefern das Königtum Sauls an ältere Traditionen anknüpfen konnte und bestimmte den sakralen Zwölfstämmebund zur Verehrung JHWHs als „Heimat des israelitischen Nationalbewußtseins“. Er sei eine alte Organisation gewesen, die zum Aufbau des neuen Staatswesens beigetragen habe.

## Martin Noth

### Das System der zwölf Stämme Israels(1930)
Martin Noth stellte grundsätzlich fest: „Die Überlieferung über die zwölf Israelsöhne ist nicht aus einer Kombination von zwölf voneinander unabhängigen Traditionselementen entstanden, sondern sie stellt ein einziges Traditionselement dar,“ nämlich die Zwölfzahl der Stämme. Das Deboralied, welches zehn Stämme nennt, sei keine systematische Aufstellung eines alten Zehnstämmesystems, sondern eine Auswahl in dichterischer Freiheit und bleibt damit für Noths Untersuchung außer Betracht. Ebenso wenig könne das Zwölf-Stämme-System auf die Verwaltungsgliederung des salomonischen Reiches zurückgeführt werden.
Noth unterteilte die Zwölferlisten in eine Gruppe, die Levi mitzählt, und eine Gruppe, die Levi nicht als einen der zwölf Stämme zählt. Die Erwähnung des „weltlichen“ Stamms Levi, den es später nicht mehr gab, weist für Noth in sehr frühe Zeit; die Beziehung dieses Stammes Levi zu den späteren Leviten (etwa als „Priesterstamm“) bleibt für ihn unsicher.
- Zwölfergruppe mit Levi: Der Jakobssegen Gen 49,1–27 EU ist nach Noths Analyse das literarisch älteste Zeugnis für die Zwölfergruppe mit Levi: ein Text, „der in seiner vorliegenden Form aus der Zeit Davids oder Salomos stammt und das Ergebnis einer Sammlung von einzelnen, ursprünglich voneinander unabhängigen Sprüchen über die israelitischen Stämme ist.“[14] Am Anfang stehen sechs Stämme, die später der Erzmutter Lea zugeordnet werden, am Ende zwei Stämme, die ebenfalls später der Erzmutter Rachel zugeordnet werden, dazwischen vier Stämme (Dan, Gad, Ascher, Naftali), die später den Mägden von Lea bzw. Rachel zugeordnet werden. Die Erzählungen, die Jahwist und Elohist über die Geburt der zwölf Jakobssöhne bieten (Gen 29,31–30,24), gehen nach Noth auf eine gemeinsame Quelle zurück, einen Erzähler, der aus seinem trocknen Stoff durch verschiedene Kunstgriffe „mit Hilfe der Namenetymologie eine nach Möglichkeit dramatisch bewegte Geschichte“ herausspinnt[15] und zu diesem Zweck auch die Reihenfolge der Namen gegenüber dem Jakobssegen ändert. Ursprünglich war die Geburt des jüngsten Sohns Benjamin Teil dieser Erzählung. Die Details der Erzählung von der Geburt der Jakobssöhne sind als erzählerische Einfälle nicht auf die politischen Verhältnisse der Stämme auszuwerten.

- Zwölfergruppe ohne Levi: „Die älteste und wichtigste Urkunde, die das … zweite System darbietet, ist die nach den zwölf Stämmen gegliederte große Liste der israelitischen Geschlechter in Num 26,5–51 EU, die ich ihrer Herkunft nach mit voller Sicherheit der zweiten Hälfte der sogen. Richterzeit glaube zuweisen zu können.“[16] Noth nahm an, dass die Lücke in der Gruppe der sechs Lea-Stämmen nach Ausfall Levis durch Einfügen von Gad geschlossen wurde, da die Vierergruppe Dan, Gad, Ascher, Naftali noch nicht fest gefügt, geschweige den zwei Müttern Bilha und Silpa zugeordnet gewesen sei. Auf die sechs Lea-Stämme folgen drei Rachel-Stämme Manasse, Ephraim und Benjamin. Am Ende folgen drei Stämme, die durch ihr Siedlungsgebiet im Norden verbunden sind: Dan, Ascher und Naphthali. Eine etwa ebenso alte und von Num 26 unabhängige Gruppierung der zwölf Stämme identifizierte Noth in der Liste israelitischer Stammeshäupter Num 1,5–15 EU; die hier genannten Personennamen seien auch besonders altertümlich.[17]

Mit der Identifikation dieser drei alten Listen in Gen 49, Num 26 und Num 1 legte Noth die Grundlage für seine Amphiktyonie–Hypothese. Das Zwölfersystem mit Levi (Gen 49) datierte Noth in die früheste Richterzeit (vor der Abfassung des Deboralieds), das Zwölfersystem ohne Levi, welches die ältere Liste ablöste, in die späte Richterzeit.
Noth wandte sich nun der Krise in den Philisterkriegen zu, die die Stämme veranlasste, gemeinsam zu handeln und Saul als König zu proklamieren. Offenbar gab es unter ihnen schon ein Zusammengehörigkeitsgefühl. Das speiste sich aber laut Noth nicht aus einem abstrakten „Jahwismus“, sondern aus der Erfahrung der Kultgemeinschaft an einem gemeinsamen Heiligtum.

### Geschichte Israels(1950)

#### Zwölf-Stämme-System
Zwanzig Jahre später präsentierte Martin Noth eine Form der Amphiktyonie-Hypothese, in der besonders das amphiktyonische Recht stark ausgebaut worden war. Hier, im Recht Israels, manifestierte sich die Amphiktyonie demnach in besonderem Maße, und unter allen amphiktyonischen Traditionen sei die Überlieferung, die zum Alten Testament hinführte, gerade daran besonders interessiert gewesen.
Er verwies zunächst auf Heinrich Ewalds Beobachtung, dass Zwölferverbände im Alten Testament auch abgesehen von Israel mehrfach genannt werden: zwölf Aramäerstämme (Gen 22,20–24 ), zwölf Ismaeliterstämme (Gen 25,13–16 ), zwölf Edomiterstämme (Gen 36,10–14 ).
Damit ist aber noch unklar, warum die Zwölfzahl wichtig war. Aus dem alten Griechenland und Italien war bekannt, dass ein gemeinsames Heiligtum den Mittelpunkt vergleichbarer Zwölfer- und Sechserverbände bildete, dessen Kult im monatlichen bzw. zweimonatlichen Wechsel von den Mitgliedern verantwortet wurde. „Wir haben also mit der Institution eines sakralen Verbandes der israelitischen Stämme, einer ‚altisraelitischen Amphiktyonie‘ zu rechnen.“

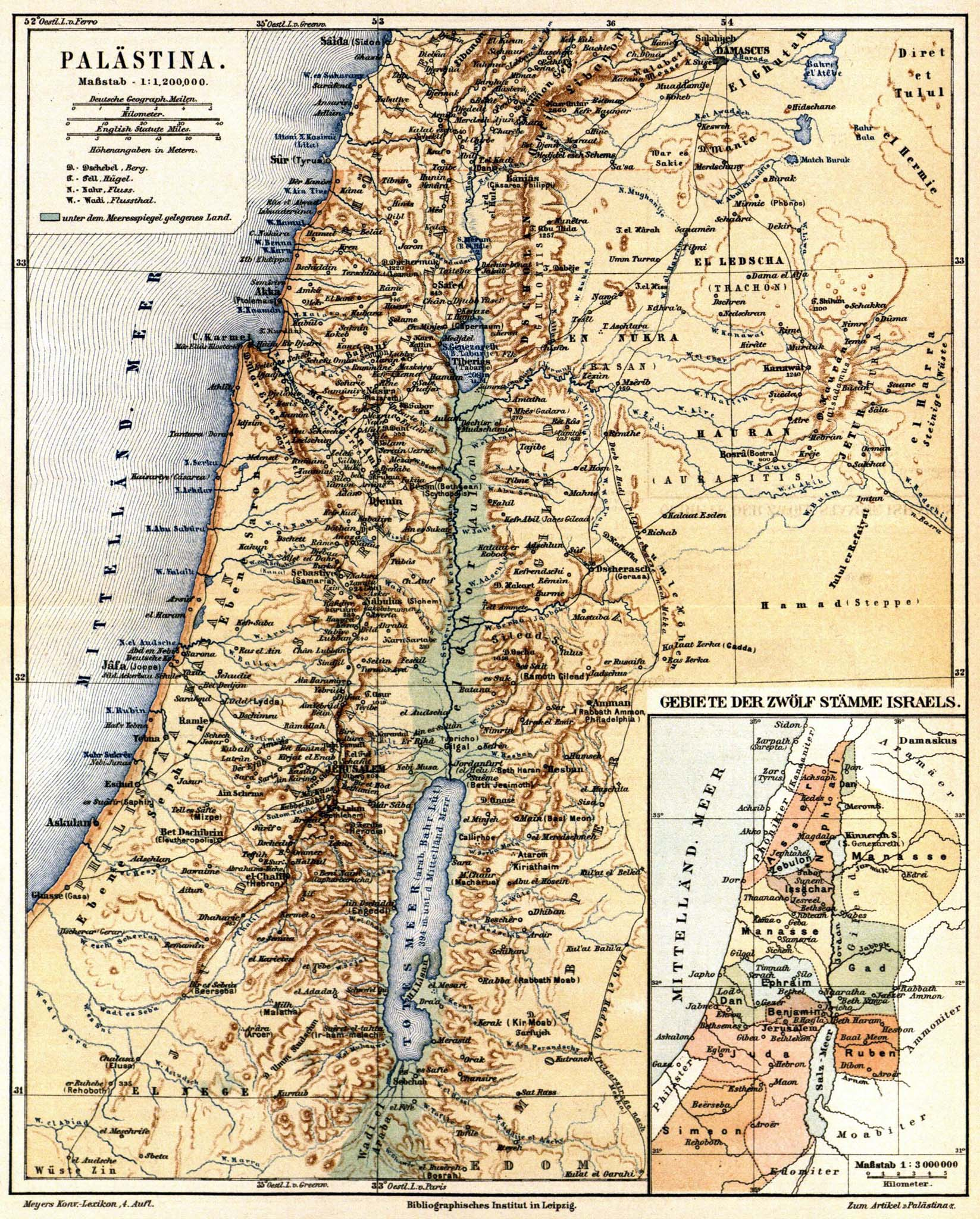
Palästina-Karte mit Nebenkarte: Zwölf Stämme Israels in Meyers Konversationslexikon (1885/1890)

Noth nahm an, dass eine Gruppe von sechs Lea-Stämmen (Ruben, Simeon, Levi, Juda, Sebulon und Issachar) zu einem frühen Zeitpunkt im Kulturland sesshaft geworden sei und später durch neu hinzukommende Stämme zu einer Zwölfzahl erweitert worden sei. Die alten sechs Lea-Stämme zählten aber weiter als Vollmitglieder. Sie wurden sogar in einer festen Reihenfolge bei der Aufzählung vorangestellt, obwohl die Stämme Ruben, Simeon und Levi von einer „nur noch ganz unsicher faßbaren Erschütterung“ betroffen waren, der ihr politisches Gewicht erheblich minderte und im mittleren westjordanischen Bergland ein Siedlungsvakuum entstehen ließ. Unter den neu Hinzugekommenen hatten der Stämmeverband Haus Joseph und der Stamm Benjamin das meiste Gewicht; das Haus Joseph ließ sich in dem Siedlungsvakuum nieder, wodurch die Lea-Stämme in zwei geografisch getrennte Gebiete im judäischen und im galiläischen Bergland aufgespalten wurden. Außerdem gab es vier an der Peripherie siedelnde Stämme (Dan, Gad, Ascher, Naftali), deren Vorgeschichte, Landnahme und Eintritt in die Amphiktyonie laut Noth unbekannt bleiben müssen. Für das Haus Joseph war zunächst nur ein „Platz“ in dem Zwölferverband frei; als aber der Stamm Levi ausschied, wurden Ephraim und Machir/Manasse anstelle des Hauses Joseph als selbständige Glieder der alt-israelitischen Amphiktyonie gezählt.
Noth fragte sodann, ob die Einrichtungen griechischer Amphiktyonien als Vergleichsmaterial für das vorstaatliche Israel genutzt werden können. Vorsicht sei geboten, da die Analogie aus einem entfernten und historisch anders geprägten Raum genommen werde. Konstitutiv für die griechischen Amphiktyonien war das Zentralheiligtum. Ihm entsprach laut Noth „der Gottesthron der heiligen Lade“ als gemeinsames Kultobjekt der israelitischen Stämme. Die Lade war kein eigentliches Wanderheiligtum mehr, sondern wurde jeweils für längere Zeit an einem Ort aufgestellt, der dadurch zum Mittelpunkt der alt-israelitischen Amphiktyonie wurde.
Der früheste erkennbare Zentralort sei das alte, zentral gelegene Baumheiligtum von Sichem. Noth räumte ein, dass sich im Alten Testament kein Beleg dafür findet, dass in Sichem je die heilige Lade aufgestellt gewesen sei. „Doch das ist nicht zu verwundern. Denn in den Zeiten, aus denen wir unmittelbare geschichtliche Nachrichten besitzen, war das Zentralheiligtum … und damit auch die Lade bereits von Sichem hinwegverlegt …“
Aus unbekannten Gründen wurde Sichem aufgegeben und die Lade in Bet-El aufgestellt; eine Reminiszenz an diese Verlegung des Zentralheiligtums erkannte Noth in einer Wallfahrt von Sichem nach Bet-El, wie sie hinter Gen 35,1–7  erkennbar werde. Der nächste Standort der Lade war Gilgal bei Jericho im Stammesgebiet Benjamins; schließlich wurde sie in Schilo im Stammesgebiet Ephraims verehrt. „Hier besaß die Lade sogar ein Tempelhaus“. In den Philisterkriegen ging die Lade verloren, und die religiösen Verhältnisse der israelitischen Stämme wurden in der folgenden Zeit des Königtums neu geregelt.

#### Einrichtungen der altisraelitischen Amphiktyonie
Aus dem Alten Testament ist, wie Noth einräumte, direkt gar nichts und indirekt nur wenig über den Zwölfstämmebund zu erfahren. „Kein Wunder; denn von regelmäßig arbeitenden und daher nicht besonders bemerkenswerten Institutionen pflegt man nicht viel zu erzählen und weiterzuüberliefern.“
Noth ging davon aus, dass am jeweiligen Standort der Lade regelmäßig Opfer für JHWH im Namen von ganz Israel dargebracht wurden. Die in Ex 23,17  und Ex 34,13  vorgeschriebene Wallfahrten anlässlich der drei Ackerbaufeste könnten sich aber aus praktischen Gründen nur auf die im Land verteilten JHWH-Heiligtümer bezogen haben. Hinter 1 Sam 1,7  vermutete er ein jährliches amphiktyonisches Fest, das vor allem von der in der Nähe wohnenden Bevölkerung besucht worden sei, also im Fall von Schilo von den Ephraimiten. Sicher hätten sich Beauftragte der Stämme am Zentralheiligtum zu Beratungen getroffen; diese waren als Amtsträger (hebräisch נְשִׂאִם nəśi’îm „Fürsten“) vom göttlichen Recht besonders geschützt (vgl. Ex 22,27 ). Vielleicht nahmen die nəśi’îm auch kultische Funktionen wahr. Noth rechnete damit, dass an den wechselnden amphiktyonischen Zentralheiligtümern, die in Nachbarschaft viel älterer kanaanäischer Städte mit ihren jeweiligen Heiligtümern gelegen waren, ein landesüblicher Kult gepflegt worden sei. Das Besondere Israels sei nicht dieser Kult, sondern das anlässlich der Zusammenkunft der Stämmesvertreter am amphiktyonischen Zentralheiligtum vorgetragene Gottesgesetz, auf das sich Israel immer wieder neu verpflichtet habe. Noth vermutete, dass am Zentralheiligtum ein Kenner und Interpret des Gottesrechts (hebräisch שֹׁפֵט šofeṭ „Richter“) tätig gewesen sei; Listen dieser Amtsträger seien im Buch der Richter überliefert. Dieses Gottesrecht, nicht der Kult, war nach Noth „das Einmalige, das Existenz und Art Israels bestimmte“.
Der Zwölfstämmebund ahndete gegebenenfalls auch schwere „Freveltaten“ gegen das Gottesrecht durch Gewaltanwendung, aber eigentlich militärische Aufgaben besaß er nicht. Kriegführung war Sache der einzelnen Stämme, manchmal schlossen sich mehrere Stämme für eine militärische Aktion zusammen.

#### Traditionen der altisraelitischen Amphiktyonie
Die Stämme nutzten alte kanaanäische heilige Stätten als zeitweiligen Aufstellungsort ihres gemeinsamen Kultobjekts Bundeslade und pflegten dort einen Kult, der nach Noths Meinung dem traditionellen kanaanäischen Kult recht ähnlich war. Um darüber hinaus ihr besonderes Gottesverhältnis zur Sprache zu bringen, überlieferten die Stämme gemeinsame Traditionen, die schließlich in das große Sammelwerk des Pentateuch eingingen:
- Befreiung aus Ägypten: Zwar betont die biblische Darstellung, dass ganz Israel am Schilfmeer durch eine machtvolle Tat JHWHs gerettet worden sei. Aber von der Größe Israel kann nach Noth vor der Sesshaftwerdung in Palästina nicht die Rede sein. Die Stämme hatten demnach auch keine gemeinsame Vorgeschichte. Vielmehr gelangten „die aus Ägypten kommenden Elemente in den Bereich der im Umkreis um Palästina lebenden und dieses Land begehrenden Sippen, mit denen sie wahrscheinlich verwandt waren, und brachten zu ihnen die Kunde von dem Gotteswunder am Meer,“ die so eindrucksvoll war, dass sie weitererzählt wurde als etwas, das allen gemeinsam widerfahren war.[32] Eine Identifikation der aus Ägypten kommenden „Elemente“ mit den Rachel-Stämmen bzw. dem Haus Joseph lehnte Noth ab.
- Verheißungen an die Erzväter: Hier nahm Martin Noth eine Hypothese Albrecht Alts auf, die dieser 1929 unter dem Titel Der Gott der Väter vorgestellt hatte. Abraham, Isaak und Jakob erlebten demnach Gottesoffenbarungen, die „Verheißungen von Kulturlandbesitz und Nachkommenschaft“ zum Inhalt hatten.[33] Die spätere Sesshaftwerdung in Palästina war so gesehen die Erfüllung eines göttlichen Plans. Das war auch der Grund, von den Erzvätern weiter zu erzählen. Als Kultstifter waren Abraham, Isaak und Jakob, wie Noth annahm, historische Personen.
- Sinaibund: Erst spät, aber noch in vorstaatlicher Zeit wurde Noth zufolge die Tradition eines Bundes JHWHs mit Israel an einem heiligen Berg in der Wüste unter die Traditionen der israelitischen Amphiktyonie aufgenommen. Dieser Bundesschluss ging einher mit erschreckenden Naturphänomenen. Ex 19,18 EU lässt an Vulkanismus denken. Auf der Sinai-Halbinsel gab es in historischer Zeit keine aktiven Vulkane, so dass Noth erwog, ob der heilige Berg in Nordwestarabien gelegen habe oder ob aus Nordwestarabien vulkanische Erscheinungen bekannt waren, die von den Israeliten als Begleitphänomene einer Theophanie erzählt wurden.[34] Im Pentateuch folgt der Sinaibund auf die Rettung aus Ägypten und geht der Landnahme voraus. Diese Abfolge ist aber nach Noths Meinung sekundär hergestellt worden; ebenso sei auch die Gestalt des Mose sekundär mit dem Sinaithema verbunden worden. Als Kern der Sinaitradition nahm er eine Wallfahrt zu einem heiligen Berg an. Diesen „ganz isolierten Geschichtsakt“ könne man nicht genauer datieren.[35]

## Rezeption
Nach Noths grundlegender Studie von 1930 und nachdem frühe Kritik daran in den Hintergrund trat, war die Amphiktyonie-Hypothese für rund dreißig Jahre so gut wie einhellig akzeptiert, unbeschadet der zwischen Alttestamentlern in anderen Fragen bestehenden Widersprüche. Möglich war das aufgrund der Leistungsfähigkeit dieser Hypothese: „Sie erklärt die ‚Einheit Israels‘ vor der Monarchie und bietet zugleich einen schönen Sitz im Leben für kultische und profane Institutionen des frühen Israel. Die formgeschichtliche Methode, die seit 1930 immer mehr an Boden gewann, verstärkte den Bedarf an einem Sitz im Leben bereits früh in der Geschichte Israels.“
Für die Akzeptanz der Amphiktyonie-These war es sehr förderlich, dass sie in den 1930er/1940er Jahren in mehreren wichtigen Publikationen übernommen wurde:
- Leonhard Rost: Israel bei den Propheten (1937),
- Bruno Balscheit: Alter und Aufkommen des Monotheismus in der israelitischen Religion (1938),
- Kurt Möhlenbrink: Die Landnahmesagen des Buches Josua (1938); Sauls Ammoniterfeldzug und Samuels Beitrag zum Königtum des Saul (1940/41),
- Kurt Galling: Bethel und Gilgal (1943 und 1944/45).

### Elias Auerbach
Einer der frühesten Kritiker von Noths Amphiktyonie-Hypothese war Elias Auerbach. In seinem Hauptwerk Wüste und Gelobtes Land (Band 1, 1932) wies er Noths Argumentation aus zwei Gründen zurück: Noth ignoriere die Bedeutung des Mose, und in den als Analogie herangezogenen griechischen Amphiktyonien setzt der sakrale Bund das bestehende Ethnos voraus und konstituiert es nicht.

### Otto Eißfeldt
Otto Eißfeldt war seit den 1930er Jahren ein Gegner der Amphiktyonie-Hypothese, und sein kritisches Minderheitsvotum begleitete sie in den folgenden Dekaden. Er rezensierte Noths Geschichte Israels für die Theologische Literaturzeitung und befasste sich insbesondere mit dem ersten Hauptteil (Israel als Zwölfstämmebund), in dem Noth die Amphiktyonie-Hypothese entfaltet. Nachdem Noth selbst einräumt, dass im Alten Testament von der Amphiktyonie direkt nicht die Rede ist, haben die Kapitel 19 bis 21 im Buch der Richter umso mehr Gewicht. Denn hier ist erzählt, dass ganz Israel gegen die Stadt Gibea und den verbündeten Stamm Benjamin gewaltsam vorgeht, weil das Gottesrecht gebrochen und eine „Schandtat“ verübt wurde. Eißfeldt weist darauf hin, dass Noth selbst die Ganz-Israel-Perspektive im Buch der Richter ansonsten als sekundäre Zufügung beurteilt, ausgerechnet hier aber nicht. Und weiter: Nach Noths Hypothese sollte die Strafaktion von einem Kenner und Interpreten des Gottesrechts (hebräisch שֹׁפֵט šofeṭ „Richter“) verkündet und von den Stämmen dann durchgeführt werden; die biblische Erzählung schildert zwar die Vorbereitung der Strafaktion ausführlich, aber ein šofeṭ tritt nicht auf. Eißfeldt kritisierte außerdem, dass das nach allgemeiner Ansicht sicherste Zeugnis aus der vorstaatlichen Zeit, das Deboralied, von Noth als Produkt dichterischer Kreativität historisch entwertet wird, weil es zur Amphiktyonie nicht passt.
Eißfeldt stellte schließlich fest, dass Noth einen Gegensatz zwischen Religion einerseits (Amphiktyonie), Politik andererseits (erst die militärisch aktiven Stämme bzw. Stämmekoalitionen, später die Monarchie) aufbaue, der dem Alten Israel fremd sei.

### Gerhard von Rad
Etwa gleichzeitig mit Alts und Noths Überlegungen in Leipzig zum Zwölfstämmesystem Israels schrieb Gerhard von Rad in Erlangen seine Dissertation Das Gottesvolk im Deuteronomium (1929), die aber keine Kenntnis der Amphiktyonie-Hypothese zeigt.
Nach Kriegsende wandte sich von Rad, nunmehr Ordinarius in Göttingen, erneut dem Buch Deuteronomium zu, jetzt mit einem völlig neuen Konzept: „geprägt in der Form durch die konsequente Anwendung der formgeschichtlichen Methode und in der Sache durch die konsequente Übernahme der A[mphiktyonie]hypothese.“ Für von Rad war der Heilige Krieg im frühen Israel eine wiederkehrende, zentrale gemeinsame Aktion des sakralen Zwölfstämmebundes. Die vorstaatliche Zeit („Richterzeit“) war die große Zeit der Heiligen Kriege. Sie enden demnach ebenso wie die Institution der Amphiktyonie mit der Monarchie. In der Spätzeit des Südreichs unter König Joschija kommt es demnach im Zuge von Reformbestrebungen zu Versuchen, die Amphiktyonie als utopischen Entwurf des Gottesvolks Israel in Erinnerung zu rufen. Das habe im Buch Deuteronomium seinen Niederschlag gefunden.
Die Ausführungen im ersten Band seiner Theologie des Alten Testaments (1957) fassen die Deuteronomiumstudien zusammen und betonen den Zusammenhang zwischen Heiligem Krieg und Amphiktyonie. Otto Bächli urteilt: Für von Rad war die Amphiktyonie „keine heuristische Hypothese wie für NOTH, sondern eine Selbstverständlichkeit, die keiner Rückfrage bedarf. Was bei NOTH interrogativ war, wird bei VON RAD affirmativ.“ Von Rads Übernahme der Amphiktyonie-Hypothese war in zweifacher Hinsicht wirkungsvoll: Erstens wurde sie damit Teil eines sehr weit rezipierten Gesamtentwurfs einer Theologie des Alten Testaments, zweitens hatte von Rad einen großen akademischen Schülerkreis, der wie er selbst die formgeschichtliche Methode pflegte und die Amphiktyonie-Hypothese weiter ausgestaltete.

### Hans-Joachim Kraus
Noths akademischer Schüler Hans-Joachim Kraus war, wie von Rad, ein Alttestamentler mit systematisch-theologischen Interessen. Bei ihm stieg die alt-israelitische Amphiktyonie von der Hypothese zum gesicherten Wissen auf. Ihre „Entdeckung“ sei Noths Verdienst. Damit sei für die neuere Forschung „eine Institution hervorgetreten …, die als Beziehungsmitte zahlloser … Elemente des Alten Testaments anzusprechen ist.“
In seinen eigenen Arbeiten löste Kraus diese Erkenntnis ein; der immer wieder aufgenommene Gedanke der Amphiktyonie gibt seinem Werk die inhaltliche Geschlossenheit. Die Ausweitung von der Richterzeit auf die gesamte Geschichte Israels geht bei Kraus allerdings mit einer Überlastung der Amphiktyonie-Hypothese einher. Im „Traditionsstrom“ der Amphiktyonie stehen beispielsweise der Jerusalemer Kult, der Gottesknecht Deuterojesajas, die Leviten.
Auch in Kraus’ großem Kommentar zum Buch der Psalmen liest man: Die Psalmen seien in Jerusalem gesammelt und überliefert worden, aber ohne dass die „altisraelitischen Überlieferungen“ je in den Hintergrund getreten wären. „So finden sich denn in den Psalmen fortgesetzt zahllose Erinnerungen und Anspielungen auf das Leben, auf die Institutionen und Traditionen des alten Zwölfstämmeverbandes.“

### William F. Albright und seine Schule

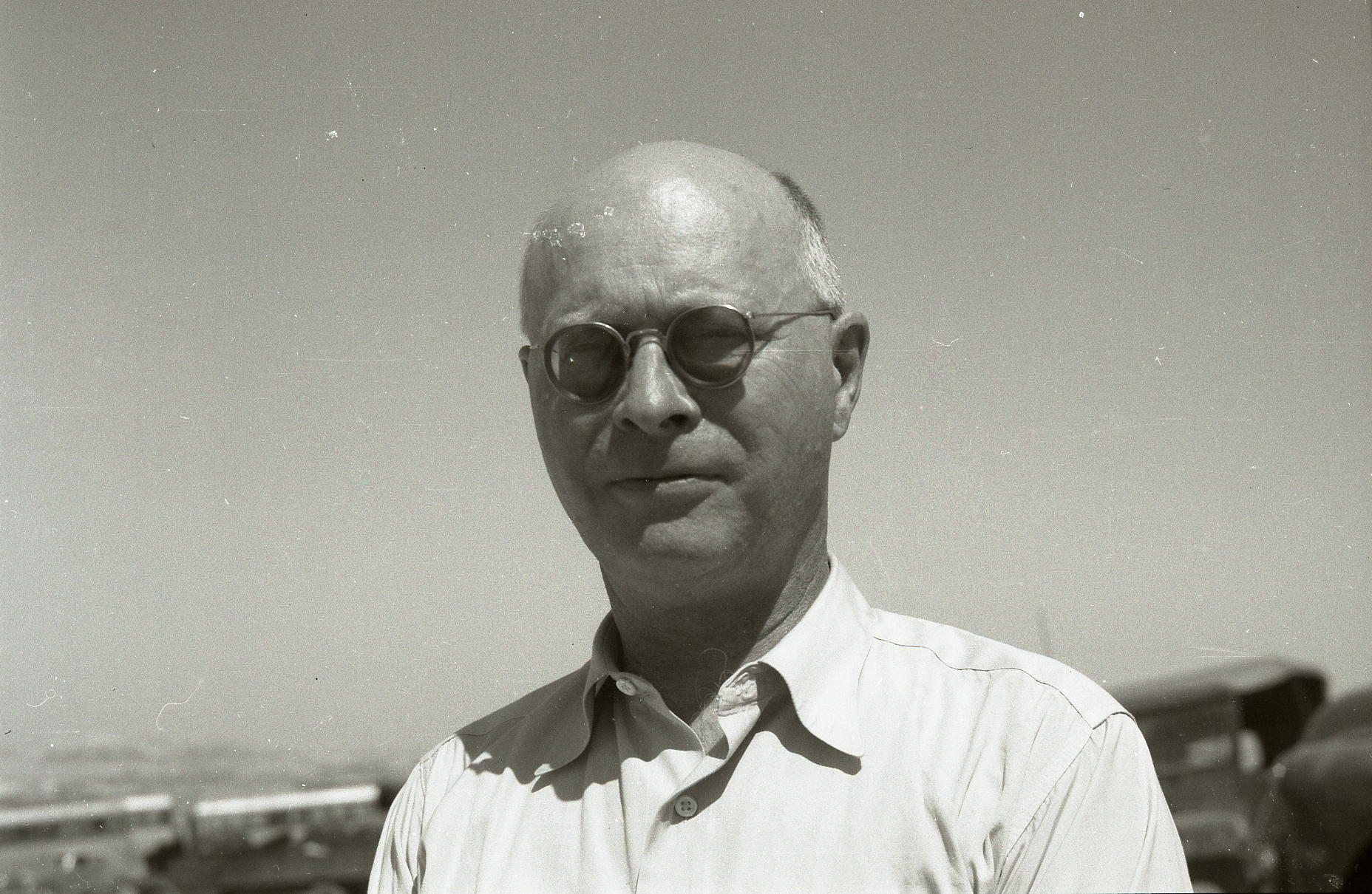
William F. Albright (Beno Rothenberg, 1953)

Der amerikanische Biblische Archäologe und Orientalist William F. Albright hatte den Anspruch, ein Bild der Frühgeschichte Israels zu entwerfen, das archäologische Befunde stärker gewichtete als die Alt-Noth-Schule. Allerdings bezog und änderte er oft sprunghaft seine Positionen. Seine Bedeutung ist daher mehr die eines Impulsgebers für zahlreiche, vor allem amerikanische Alttestamentler. Albrights Hauptgegner hieß Wellhausen. Alts und Noths „brilliante“ Amphiktyonie-Thesen fasste er als Widerlegung Wellhausens auf. In seiner großen Synthese Von der Steinzeit zum Christentum schrieb er: „A. Alt und seine Schüler haben mit Recht die amphiktyonische Art dieses [Zwölf-Stämme-]Systems hervorgehoben, das im Mittelmeerbecken … eine ganze Anzahl außerordentlich naher Parallelen hat …“ – und das widerlege die Wellhausen-Schule, die die biblischen Berichte über das Zentralheiligtum in Schilo ignoriert habe.
John Bright, ein Albright-Schüler, schrieb eine Geschichte Israels, die sich zum Klassiker entwickelte. In der ersten Auflage (A History of Israel, 1960) war der Titel des Einleitungskapitels: Die Verfassung des Frühen Israel: Die Amphiktyonie und ihre Institutionen; Jacob Weingreen zufolge waren Brights Ausführungen „ein Beispiel für die komplette Übernahme der Theorie Noths.“ „Bright akzeptiert die Amphiktyonie-Hypothese und sogar Noths Ausgangspunkt: Alle Informationen, die wir über Israels Frühzeit haben, wurden uns durch den Zwölfstämmebund tradiert.“
George Ernest Wright folgte der von Albright und Bright eingeschlagenen Argumentation, ebenso Yigael Yadin.

### Harry M. Orlinsky
Als Harry M. Orlinsky die Existenz einer altisraelitischen Amphiktyonie mit exegetischen Argumenten bestritt, war das im amerikanischen Raum eine Minderheitsmeinung (The Tribal System of Israel and Related Groups in the Period of the Judges, 1962). Orlinsky fasste sein Bild der vorstaatlichen Zeit Israels so zusammen: Israel bestand aus Stämmen und Stadtstaaten, die die gleiche Religion und die gleiche Sprache miteinander verband. „Aber ihre wirtschaftlichen und geografischen Verhältnisse, ihre Disposition zu Handel und weniger zu Landwirtschaft, das Ausmaß, in dem sie einer Invasion oder sogar Eroberung unterschiedlicher Stärke und Dauer ausgesetzt waren – das waren die Faktoren, die das Handeln der Stämme bestimmten. Die Stämme und Stadtstaaten kamen einander zur Hilfe oder unterließen dies, je nachdem, ob sie von der Invasionsmacht selbst stark bedroht waren oder eben nicht.“

### Yehezkel Kaufman
Der israelische Bibelwissenschaftler Yehezkel Kaufmann lehnte die Amphiktyonie-Hypothese entschieden ab. Er vertrat einen eigenständigen Entwurf der Anfänge Israels. Demnach gab es in der Richterzeit die „primitive Demokratie“ der Ältesten. „Diese Autorität war, anders als die griechische Amphiktyonie, auf keine Weise religiös.“ Von Zeit zu Zeit traten außerdem inspirierte Gottesmänner (die Richter) auf.
Die Bücher des Pentateuch, Josua und Richter enthalten „ein unrealistisches, utopisches Konzept des Landes Israel“ – insoweit stimmte Kaufmann den Vertretern der Historisch-kritischen Methode zu. Aber letztere übersahen laut Kaufman den utopischen Charakter und versuchten auf verschiedenen Wegen, Informationen über die reale Sesshaftwerdung der Stämme und die reale politische Entwicklung hin zur Monarchie aus den Texten herauszupräparieren. Es handle sich vielmehr um eine Land-Israel-Utopie, die noch älter sei als die Landnahme.

### Siegfried Herrmann
Der letzte Assistent Albrecht Alts in Leipzig, Siegfried Herrmann, warnte 1962 davor, die vielfältigen Traditionen, die sich im Alten Testament über die Frühzeit Israels finden, „in einem amphiktyonischen Becken zusammenfließen“ zu lassen. Je mehr Traditionen auf die Amphiktyonie zurückgeführt werden, desto einheitlicher müsse man sich dieses Israel der vorstaatlichen Zeit vorstellen. Letztlich sei das nichts anderes, als die traditionelle Annahme, dass sich Israel durch den Gottesbund am Sinai konstituiert habe, ein Stück zeitlich nach vorn und ins Kulturland zu verlegen. Herrmann verwies darauf, dass die Siedlungsgebiete der Stämme, wie Alt herausgearbeitet hatte, durch Querriegel kanaanäischer Städte getrennt waren. Das sprach für unterschiedliche Entwicklungen und Traditionen in diesen getrennten Siedlungsgebieten. Erst im Davidisch-salomonischen Großreich seien diese Traditionen zusammengeführt worden und habe sich ein israelitisches Gesamtbewusstsein herausgebildet.

### Georg Fohrer
Im Jahr 1966 formulierte Georg Fohrer eine Kritik der Amphiktyonie-These, die mehrere gewichtige Argumente verband. Das Hebräische besitzt kein Wort für Amphiktyonie. „Obwohl für Sippe und Stamm sowie für ihre Lebensbereiche einerseits und für Heiligtum und Kultus sowie für diesen gesamten Bereich andererseits mannigfache Begriffe und Bezeichnungen geprägt worden sind, sollte dies für einen sakralen Stämmebund nicht geschehen sein?“ Die griechischen und italischen Amphiktyonien waren Zusammenschlüsse von Stadtstaaten, nicht von Stämmen. „Die griechisch-italische Amphiktyonie war eine Institution indogermanischer Völkerschaften, die man bei semitischen Gruppen nicht ohne weiteres in gleicher oder ähnlicher Weise annehmen kann“, auch wenn die Mitglieder der griechisch-italischen Amphiktyonien soziologisch schlecht zu fassen seien, handle es sich sicher nicht um Nomaden oder Halbnomaden, wie das für die israelitischen Stämme anzunehmen sei. Nur Schilo lasse sich als Standort der Bundeslade wirklich nachweisen; die Lade sei aber kein Gottesthron, wie Noth meinte, sondern Symbol eines kurzzeitigen Bundesschlusses mehrerer Stämme oder Aufbewahrungsort einer entsprechenden Bundesurkunde. Damit schloss Fohrer nicht aus, dass lokale Heiligtümer, beispielsweise in Gilgal oder auf dem Berg Tabor, von mehreren anwohnenden Stämmen besucht worden seien – das sei aber noch kein sakraler Stämmebund. „Aus den angeführten Gründen scheint es mir ratsam, die Amphiktyonie-Hypothese durch die Annahme zu ersetzen, daß das Schema der zwölf Stämme Israels eine kurze volkstümliche Genealogie darstellt,“ die in der Frühzeit Israels mehrmals den sich ändernden Verhältnissen angepasst wurde.